# NGC 107
NGC 107은 고래자리 방향에 있는 렌즈형 은하이다. 지구에서 약 2억 7,000만 광년 떨어져 있다.